# Marlow Bridge
Die Marlow Bridge ist eine Straßenbrücke über die Themse, die den Ort Marlow, Buckinghamshire, England mit dem am anderen Ufer liegenden Dorf Bisham, Berkshire, verbindet.

## Beschreibung
Die Kettenbrücke wurde zwischen 1829 und 1832 von William Tierney Clark gebaut und ist eine der ältesten Hängebrücken in Europa. Sie diente ihm als Vorbild für die später von ihm gebaute Széchenyi-Kettenbrücke in Budapest.
Ihre massiven, oberhalb der Flussufer stehenden gemauerten Steintürme haben die Form eines Triumphbogens. Ihr Pfeilerachsabstand beträgt 71,6 m (235 ft). Die Türme tragen auf beiden Seiten je zwei übereinander angeordnete Kettenstränge. Die oberen Stränge bestehen aus fünf, die unteren aus 4 nebeneinander angeordneten Ketten aus Eisenstäben (eyebars), die mittels Augen und Bolzen beweglich miteinander verbunden sind. Die Hänger sind abwechselnd am oberen und unteren Kettenstrang befestigt. Der Torbogen der Türme kann nur von einem Pkw passiert werden, während die Fahrbahn breit genug für zwei Fahrzeuge ist. Außerhalb der Kettenstränge befinden sich breite Gehwege. Sie sind durch hölzerne Fachwerkgeländer gesichert, die auch etwas zur Versteifung des Fahrbahnträgers beitragen.
Die Brücke steht seit 1949 als Grade I listed building  unter Denkmalschutz.
1957 entstanden Zweifel an der Sicherheit der Brücke, die zu langen Diskussionen über ihre Sanierung oder einen Neubau führten. Schließlich wurden in den Jahren 1965 bis 1966 sämtliche Metallteile der Brücke erneuert.